# タカキベーカリー
株式会社タカキベーカリーは、広島県広島市安芸区中野東に本社を置く製パン会社である。英文名称は、Takaki Bakery Co.,Ltd.。一般には「タカキ」、「タカキのパン」で知られている。また、アンデルセングループとして、全国にアンデルセン、リトルマーメイドを展開している。社名は創業者・高木俊介（たかき しゅんすけ）に由来し、「タカギ」とは濁らない。

## 概要
1948年8月に、創業者の高木俊介夫妻と従業員2人で、現在の広島市南区比治山本町で開業する。1951年12月に株式会社タカキのパンとして法人化。1952年12月に本通りの現在のアンデルセンの反対側にパンホールを開店した。1962年2月に現在の社名になるタカキベーカリーに改名する。1967年10月に被爆建物の三井銀行広島支店を買い取り広島アンデルセンを開店した。1972年1月より、フランチャイズ店舗のリトルマーメイドの展開を開始する。2002年4月にグループ名をアンデルセングループに改名。2003年4月に。子会社の新・株式会社タカキベーカリーを設立して、持株会社・アンデルセン・パン生活文化研究所と商号変更している。

## 歴史
- 1948年8月 : 広島市比治山橋の袂、比治山本町（現南区比治山本町）にて創業
- 1951年12月 : 株式会社タカキのパンを設立
- 1952年12月 : パンホールが開店
- 1961年3月 : 瀬野川工場完成
- 1962年2月 : 現社名のタカキベーカリーに改名
- 1967年10月 : 広島アンデルセンを開店
- 1970年4月 : 千代田工場完成
- 1970年10月 : 青山アンデルセンを開店
- 1970年11月 : 岡山工場完成
- 1972年1月 : リトルマーメイド展開開始
- 1974年5月 : 秦野工場完成
- 1980年4月 : 広島工場火災で90%を焼失
- 1982年12月 : 松山工場完成
- 1987年6月 : 神戸工場完成
- 1989年5月 : つくばセンター完成
- 1992年10月 : 板橋サテライト工場完成
- 1996年4月 : 福岡サテライト工場完成
- 2002年4月 : グループ名をアンデルセングループに改名
- 2003年4月 : 持株会社制に移行。持株会社のアンデルセン・パン生活文化研究所と、子会社のアンデルセン、マーメイドベーカリーパートナーズ、タカキベーカリー、アンデルセンサービスに再編する。
- 2023年5月 : JR九州より、トランドールを新旧分割の上で事業譲渡を受ける。

## 関連会社
- アンデルセン・パン生活文化研究所（アンデルセングループの持株会社）
- アンデルセン
- アンデルセンサービス
- マーメイドベーカリーパートナーズ
- トランドール